# Hussain Rahal
Hussain Rahal (tiếng Ả Rập: حسين رحّال) (sinh năm 1988 ở Syria) là một cầu thủ bóng đá Syria hiện tại thi đấu cho Al-Jaish.